# Luis José de Chorroarín
Luis José de Chorroarín (Buenos Aires, 1757-1823) fue un sacerdote y educador argentino, destacado participante en la Revolución de Mayo y en los primeros gobiernos independientes de ese país.

## Biografía
Luis José de Chorroarín nació en 1757, en el seno de una honorable familia porteña. Siguió sus primeros estudios en un convento de regulares. Luego,  en 1773 inició el curso de filosofía en los Reales Estudios. Inscripto luego en el curso de Teología, lo finalizó en 1779 con el unánime aplauso de los profesores. En 1780 fue ordenado presbítero, aunque ejerció contados cargos eclesiásticos, debido a su temprano inicio en la docencia.
El virrey Juan José de Vértiz fundó el Real Colegio de San Carlos bajo la protección de San Carlos Borromeo y del Real Patronato que ejercía en nombre del Rey de España. En las Constituciones, Vértiz anunciaba haberlo erigido para paliar los extravíos de la juventud por falta de reclusión, con 80 colegiales que vistieron la beca en la víspera de San Carlos, por falta de cuartos donde alojar mayor número. El colegio fue erigido para eternizar la memoria de Carlos III, y sus armas reales fueron colocadas sobre la entrada.
En sus Constituciones se establecía que al frente del colegio habría un rector, a cuyo cargo quedaba el cobro de las pensiones anuales de los colegiales. Debía llevar libros para asentar los colegiales que ingresaban y los gastos. El vicerrector ayudaría al rector y lo supliría en caso de licencia o enfermedad. El prefecto de estudios dirigía las funciones interiores del colegio. También habría pasantes de gramática y latinidad. Se establecían dos tipos de estudiantes:
- el colegial, que sería pensionista y debía regirse por todas las disposiciones internas;
- el manteista (capista), que sería externo y solo asistiría a las clases.

Las clases duraban una hora, de la que el profesor dedicaba 3/4 a dictarla, y el cuarto restante a extraer la conclusión. Otras veces, durante media hora contestaba preguntas de los alumnos. El pasante tenía obligación de tomar la lección antes de la clase, ayudando a comprender su significado para que no se la memorizara.
Si algún estudiante debía sostener una conferencia o una función literaria, se lo ejercitaba en el púlpito del refectorio, mientras los otros comían y le replicaban otros dos. Lo usual era que, al final de los cursos, los alumnos más brillantes sostuvieran un acto público de los principales puntos de las materias del año, que solía realizarse en la Iglesia de San Ignacio. Los dos meses de verano había vacaciones para los estudiantes y en ese tiempo se iba a la Chacarita de los Colegiales, donde se permitían diversiones al aire libre.

### Rector del Real Colegio de San Carlos
Chorroarín fue llamado varias veces a ocupar interinamente el rectorado, reemplazando al rector Vicente Atanasio Jaunzaras, y después a José Antonio de Acosta. Cuando en 1791 Acosta renunciaba al rectorado, recomendará calurosamente a Chorroarín como su sucesor, lo cual fue efectivizado por el entonces virrey Vértiz, que lo nombró rector propietario —titular— del Real Colegio de San Carlos. Aunque solo tenía 34 años al ser designado para el cargo, pronto demostraría una avasallante personalidad, gran capacidad de iniciativa, esfuerzo y trabajo constante.
Un incidente polémico ocurrido al titular de la cátedra de filosofía, abrió la puerta a Chorroarín para ocuparla, dictándola desde marzo de 1783. En enero de 1786 fue nombrado prefecto de estudios del Real Colegio de San Carlos, con encargo de auxiliar al rector y al vicerrector.
Chorroarín demostraría en sus interinatos gran capacidad de iniciativa, y era materia hábil y dispuesta a organizar un sinnúmero de cuestiones que los anteriores rectores no habían sabido llevar. Recibía de sus antecesores una herencia de indisciplina estudiantil, que según las prácticas de la época era combatida con diversos castigos heredados del Medioevo, entre ellos la palmeta y los azotes. Su innovación estuvo dada justamente en que supo inculcar en los estudiantes un sentido diferente de la vida escolar, logrando atemperar en gran parte los ánimos caldeados y las periódicas rebeliones.
Con Chorroarín la disciplina del colegio mejoró bastante, aunque siempre existieron cuestiones de excepción que supo enfrentar resueltamente.
Luego de su nombramiento como rector en 1791, el virrey Arredondo aprobó las sugerencias de Chorroarín en cuanto a cuestiones económico-administrativas: cuestionaba que la caja del dinero estuviera a disposición plena del rector, quien disponiendo él solo de la llave podía defraudar al Colegio, opinando que se debería construir un arca reforzada con hierro y hacer tres llaves diferentes. También señalaba que las Constituciones no hacían debidas distinciones sobre cuentas, asientos de entradas y gastos del colegio y la chacra (la Chacarita de los Colegiales), viendo como necesario llevar una serie detallada de libros, diferenciando los gastos ordinarios y extraordinarios, y debiendo confeccionarse un inventario de los muebles y útiles existentes.
Entre el virrey Arredondo y Chorroarín hubo varios desacuerdos. En 1794 se produjo un incidente, debido a la serie de controles digitados por el virrey. Luego de presentar el libro de Caja, el informe del comisionado del virrey, Dr. José de Reyna, demoró largo tiempo, lo que redundó en que Chorroarín fuera ubicado en el banquillo de los acusados. El asunto fue para largo y hasta produjo la renuncia de Chorroarín, la que no le fue aceptada.  Recién en mayo de 1795, Reyna presentó su informe, que sorprendentemente resultaba aprobatorio.
Un episodio estudiantil de contornos preocupantes, logró por segunda vez la renuncia de Chorroarín. A mediados de noviembre de 1796 estalló un motín entre dos colegiales del San Carlos, ejemplificatorio del espíritu guerrero e inquieto que acompañaba un intenso movimiento de descomposición social en los años anteriores a la Revolución de Mayo de 1810.
Los hechos pasaron a la historia como un misterio, ya que existen pocos documentos al respecto. El testimonio del historiador Vicente Fidel López —el único que lo mencionó en sus crónicas históricas— podría haber pecado de exceso de credibilidad en testigos que deformaron esos hechos. Una cuestión vinculada habría sido el conflicto suscitado con Francisco Sebastiani, prefecto desde 1794. Por otro lado, la presencia de Fray Mariano Bernal, reo de la rebelión de Oruro, que residía en libertad condicional en Buenos Aires —del que puede encontrarse algún recibo que afirma que habría cumplido algunos servicios para el colegio— podría haber colaborado a gestar ese motín.
Con motivo de las Invasiones Inglesas, hubo necesidad de alojar convenientemente a las tropas del Regimiento de Patricios, y se los instaló en los claustros del Colegio, dado que la población estudiantil era exigua y se los podía enviar a otra parte. La atracción ejercida por la carrera de las armas entre la juventud, combinada con el desprestigio creciente del Colegio, dieron como resultado un alarmante descenso de la matrícula del mismo.
El Colegio se instaló en casa de Antonio Costa, luego de un litigio para que la desocupara. Con posterioridad a ello no se encuentran más datos, lo que daría lugar a pensar en la extinción del Real Colegio de San Carlos (o Real Convictorio Carolino).

### La Revolución de Mayo
Enemistades y antipatías acumuladas al frente de su largo rectorado, motivaron que Chorroarín fuera involucrado entre los conjurados en la asonada de Álzaga, del primer día del año 1809. Fue recluido en el Seminario Conciliar durante tres meses, hasta que los jueces dictaminaron que no había mérito suficiente para condenarlo.
Participó en el Cabildo Abierto del 22 de mayo de 1810, en el que se pronunció por la deposición del virrey Cisneros. Presentó un programa político para la Primera Junta, que tuvo una influencia notable. Fue de los más entusiastas apoyos el mismo 25 de mayo, en que convocó a la gente por las calles a apoyar a la Primera Junta.
En 1811 fue el director de la Biblioteca Pública de Buenos Aires, a la que contribuyó con libros propios, algunos pertenecientes al Colegio y muchos del que había sido su anterior rector. Colaboró con uno de los primeros periódicos, el Telégrafo Mercantil. Sería presidente de esa biblioteca en 1820, y su empuje le permitió extenderse notablemente, y servir de base a las instituciones culturales de esa década. Fue también presidente de la Junta Conservadora de la Libertad de Imprenta, que en realidad era un órgano de censura.
Formó parte de una comisión, encargada de preparar las reuniones de la Asamblea del Año XIII. Junto con Pedro José Agrelo e Hipólito Vieytes, redactó un proyecto de constitución, cuyo texto se desconoce; la Asamblea Constituyente no sancionó ninguna constitución. Poco antes de la disolución del cuerpo, fue elegido miembro del mismo, representando a la Banda Oriental, aunque en realidad nombrado en Buenos Aires. Presentó un proyecto de fundación de la Facultad de Medicina para la futura Universidad de Buenos Aires, que incluía un detallado plan de estudios.
Tras colaborar con el Congreso de Tucumán proponiendo reformas al estatuto provisional de 1815, que hacía las veces de constitución, fue elegido representante por Buenos Aires al mismo Congreso, cuando ya estaba instalado en la capital. Fue su presidente por un mes en 1819, cuando estaba por sancionarse la constitución unitaria de ese año. Propuso y logró la oficialización de la Bandera Nacional, creada hacía ya años por Manuel Belgrano.
Sostenía que la autoridad de la Iglesia en el campo político estaba limitada a los casos en los que tuviera una competencia política, o en que el eclesiástico que emitiera opinión fuera versado en esa materia; por consiguiente, rechazaba la autoridad política de los simples magistrados eclesiásticos movidos por intereses personales o sectoriales.

### Últimos años
Disuelto el Congreso, renunció a sus cargos públicos, incluidos el rectorado del Colegio y la presidencia de la Biblioteca. Se dedicó a sostener el convento de los dominicos, amenazado por la obsesión del ministro Bernardino Rivadavia de modernizar la sociedad que se tradujo en la reforma eclesiástica aprobada por la Legislatura.
Casi ciego en sus últimos años, falleció en Buenos Aires en julio de 1823, a la edad de 66 años.